# Bugatti Type 50

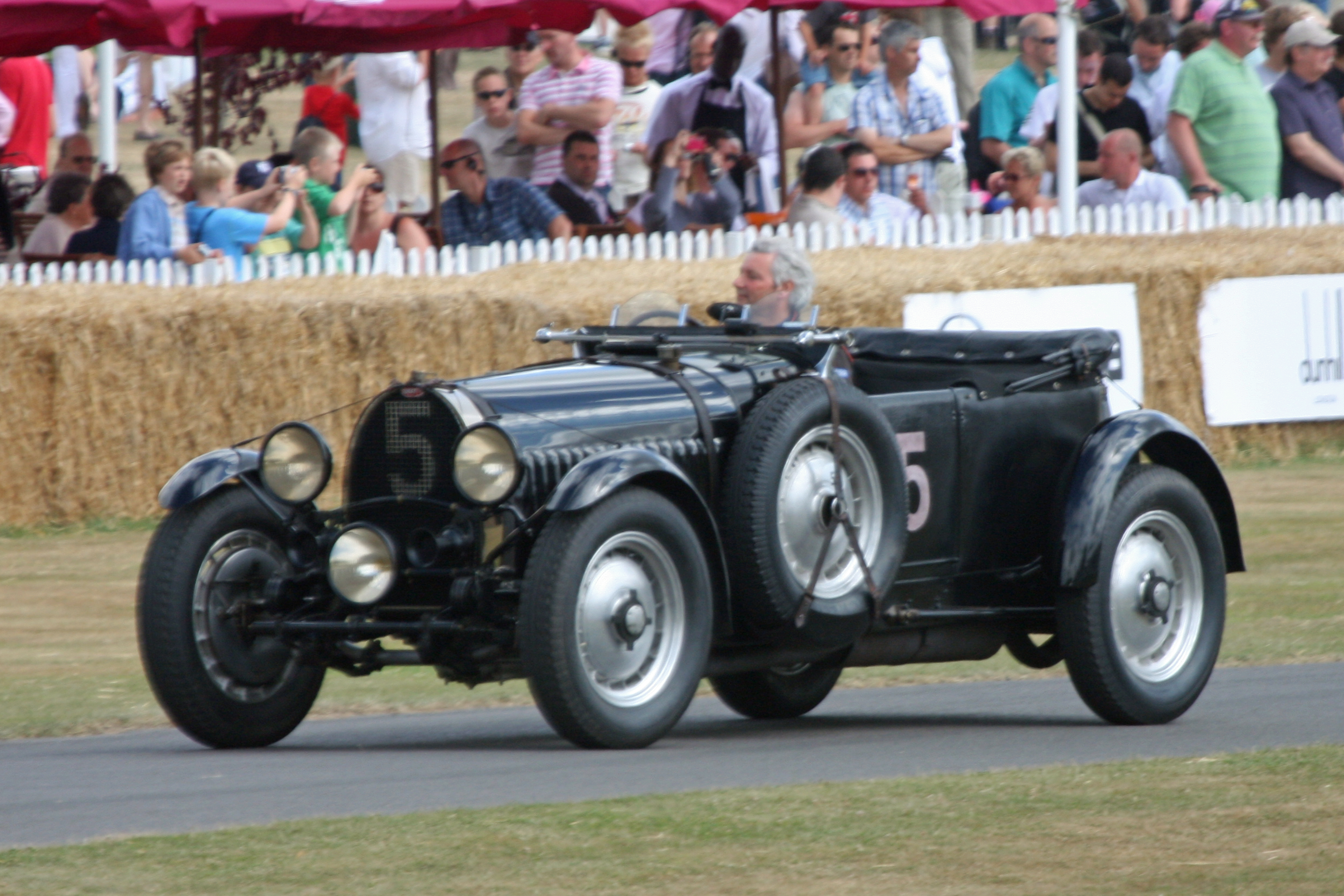
Bugatti Type 50. 1931

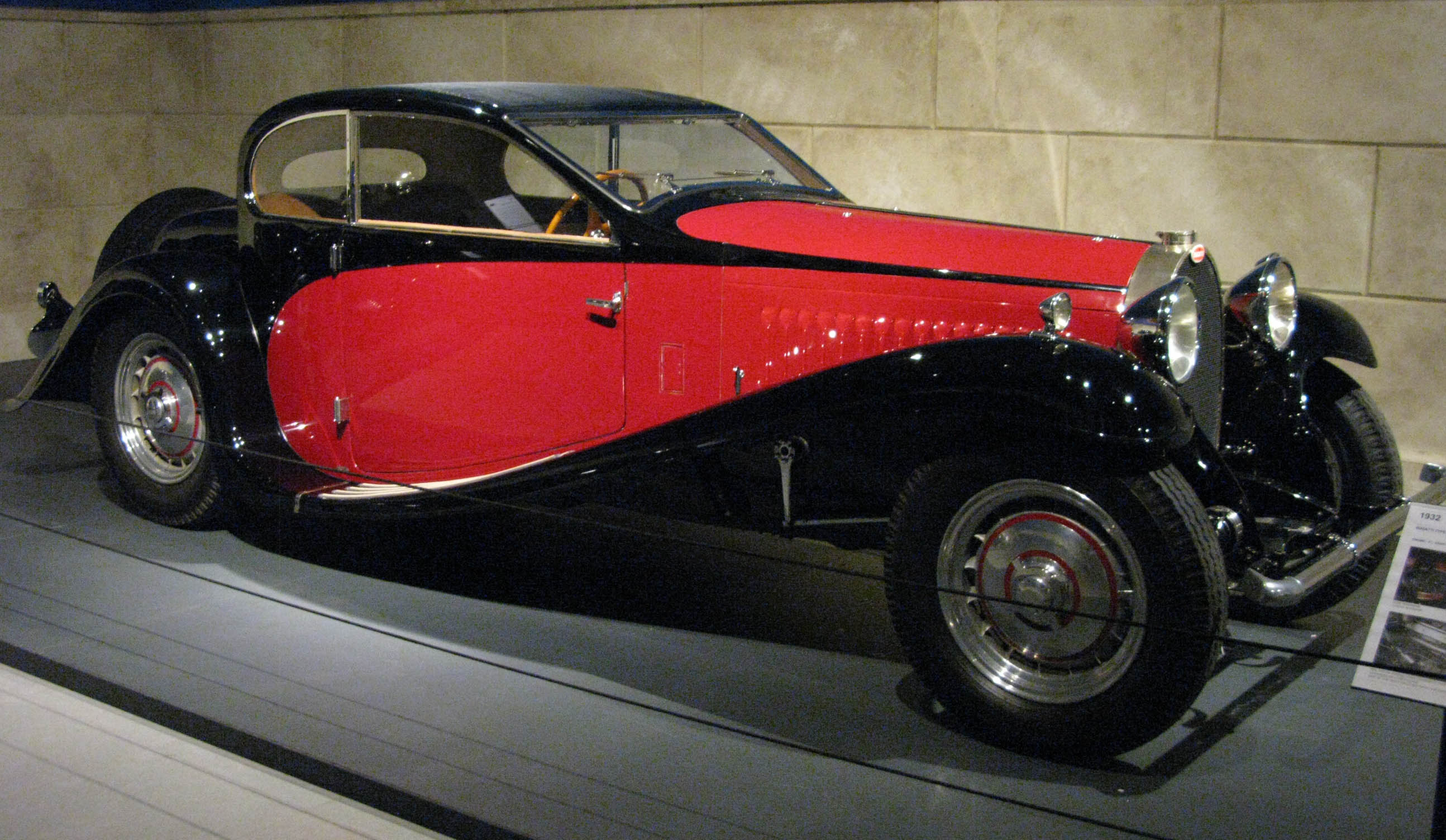
Bugatti Type 50Т. 1932

Bugatti Type 50 спортивний автомобіль французької компанії Bugatti, виготовлений серією у 65 машин.

## Технічні характеристики
Модель Type 50 сконструював Етторе Бугатті 1931 на базі моделі Bugatti Type 46 з 8-циліндровим 16-клапанним мотором з верхнім розміщенням двох розподільчих валів, компресором Roots, двома карбюраторами Zenith. При об'ємі 4972 см³ він розвивав потужність 225 к.с. при 4000 об/хв. На машини встановлювали механічну триступінчасту коробку передач, шини 20 x 6,5. В залежності від модифікації Колісна база виносила 3099 - 3505 мм, колія 1400 мм. При масі 1500 кг автомобіль розвивав швидкість 180-200 км/год.
Машини випускались з кузовами типу купе, кабріолет, берліна впродовж 1931-1934 рр.
- Bugatti Type 50T (1937–1939) мав корпус типу купе, берліна, колісну базу 3505 мм, мотор без компресора потужністю 200 к.с. з обертовим моментом 386 Нм проти 420 Нм у базової моделі.
- Bugatti Type 50В (1937–1939) мав корпус типу кабріолет, мотор потужністю 470 к.с.

## Історія
Заводський гонщик Ахілл Варзі не зміг завершити прем'єрну гонку Bugatti Type 50 Мілле Мілья (Mille Miglia) (1931). На гонці 1931 24 години Ле-Мана Етторе Бугатті виставив три машини, які мали значні проблеми з шинами Michelin. Одна з машин врізалась у глядачів, один з яких загинув. Через це дві машини зняли з змагань. На гонці 24 години Ле-Мана 1933 машина Bugatti Type 50 зійшла на 119 колі через технічні проблеми. Схожим чином завершились гонки 1934 і 1935 років для екіпажу Роджера Лабріка.